# Marsupiobothrium gobelinus
A Marsupiobothrium gobelinus a galandférgek (Cestoda) osztályának Tetraphyllidea rendjébe, ezen belül a Phyllobothriidae családjába tartozó faj.

## Tudnivalók
A Marsupiobothrium gobelinus tengeri élőlény, amely a fura megjelenésű koboldcápa (Mitsukurina owstoni) egyik fő belső élősködője.  Az első példányt ausztráliai Ulladulla (Shoalhaven kistérség, Új-Dél-Wales  állam) vizeiben (d. sz. 35° 39′, k. h. 150° 43′35.650000°S 150.716667°E) kifogott 190 kilogrammos hím koboldcápa módosult csípőbelében találták meg, egy másik galandféreg, az úgynevezett Litobothrium amsichensis mellett.

### Fordítás
- Ez a szócikk részben vagy egészben  a   Marsupiobothrium gobelinus című angol Wikipédia-szócikk ezen változatának fordításán alapul.  Az eredeti cikk szerkesztőit annak laptörténete sorolja fel. Ez a jelzés csupán a megfogalmazás eredetét és a szerzői jogokat jelzi, nem szolgál a cikkben szereplő információk forrásmegjelöléseként.